# Neo-trance
Neo-trance eller Minimal trance er en undergenre af trance. Genren indeholder dybere bass og toner end normal trance, og det er det der kendetegner den. Genren kan godt minde om en dyb form for electronic eller en let udgave af psy trance. 
Selve genren er forholdsvis ny, men i Tyskland er den gået hen og blevet rigtig populær. Populariteten har spredt sig til resten af Europa, og i Danmark findes der også flere mere eller mindre kendte DJ's. Den største danske DJ er Trentemøller som har produceret nogle Neo-trance tracks.